# Amenardes (krater)
Amenardes är en nedslagskrater med en diameter på 27 kilometer, på planeten Venus. Amenardes har fått sitt namn efter den egyptiska prästinnan Amenirdis I.